# Birmingham Northfield
Circonscription parlementaire de la Chambre des communes
La circonscription de Birmingham, Northfield  est une circonscription situé dans la ville de Birmingham et représenté dans la Chambre des communes du Parlement britannique.

## Géographie
La circonscription comprend :
- Une partie de la ville de Birmingham

## Députés
Les Members of Parliament (MPs) de la circonscription sont :
| Législature                                             | Années       | Député         | Député             | Parti        |
| ------------------------------------------------------- | ------------ | -------------- | ------------------ | ------------ |
| Birmingham Northfield issue de Birmingham King's Norton |              |                |                    |              |
| 39e                                                     | 1950–1951    |                | Raymond Blackburn  | Travailliste |
| 40e                                                     | 1951–1953    | Donald Chapman |                    | Travailliste |
| 41e                                                     | 1955–1959    | Donald Chapman |                    | Travailliste |
| 42e                                                     | 1959–1964    | Donald Chapman |                    | Travailliste |
| 43e                                                     | 1964–1966    | Donald Chapman |                    | Travailliste |
| 44e                                                     | 1966–1970    | Donald Chapman |                    | Travailliste |
| 45e                                                     | 1970–1974    | Ray Carter     |                    | Travailliste |
| 46e                                                     | 1974–1974    | Ray Carter     |                    | Travailliste |
| 47e                                                     | 1974–1979    | Ray Carter     |                    | Travailliste |
| 48e                                                     | 1979–1982    |                | John Cadbury       | Conservateur |
| 48e                                                     | 1982-1983    |                | John Spellar       | Travailliste |
| 49e                                                     | 1983–1987    |                | Roger Douglas King | Conservateur |
| 50e                                                     | 1987–1992    |                | Roger Douglas King | Conservateur |
| 51e                                                     | 1992–1997    |                | Richard Burden     | Travailliste |
| 52e                                                     | 1997–2001    |                | Richard Burden     | Travailliste |
| 53e                                                     | 2001–2005    |                | Richard Burden     | Travailliste |
| 54e                                                     | 2005–2010    |                | Richard Burden     | Travailliste |
| 55e                                                     | 2010–2015    |                | Richard Burden     | Travailliste |
| 56e                                                     | 2015–2017    |                | Richard Burden     | Travailliste |
| 57e                                                     | 2017–2019    |                | Richard Burden     | Travailliste |
| 58e                                                     | 2019–Présent |                | Gary Sambrook      | Conservateur |

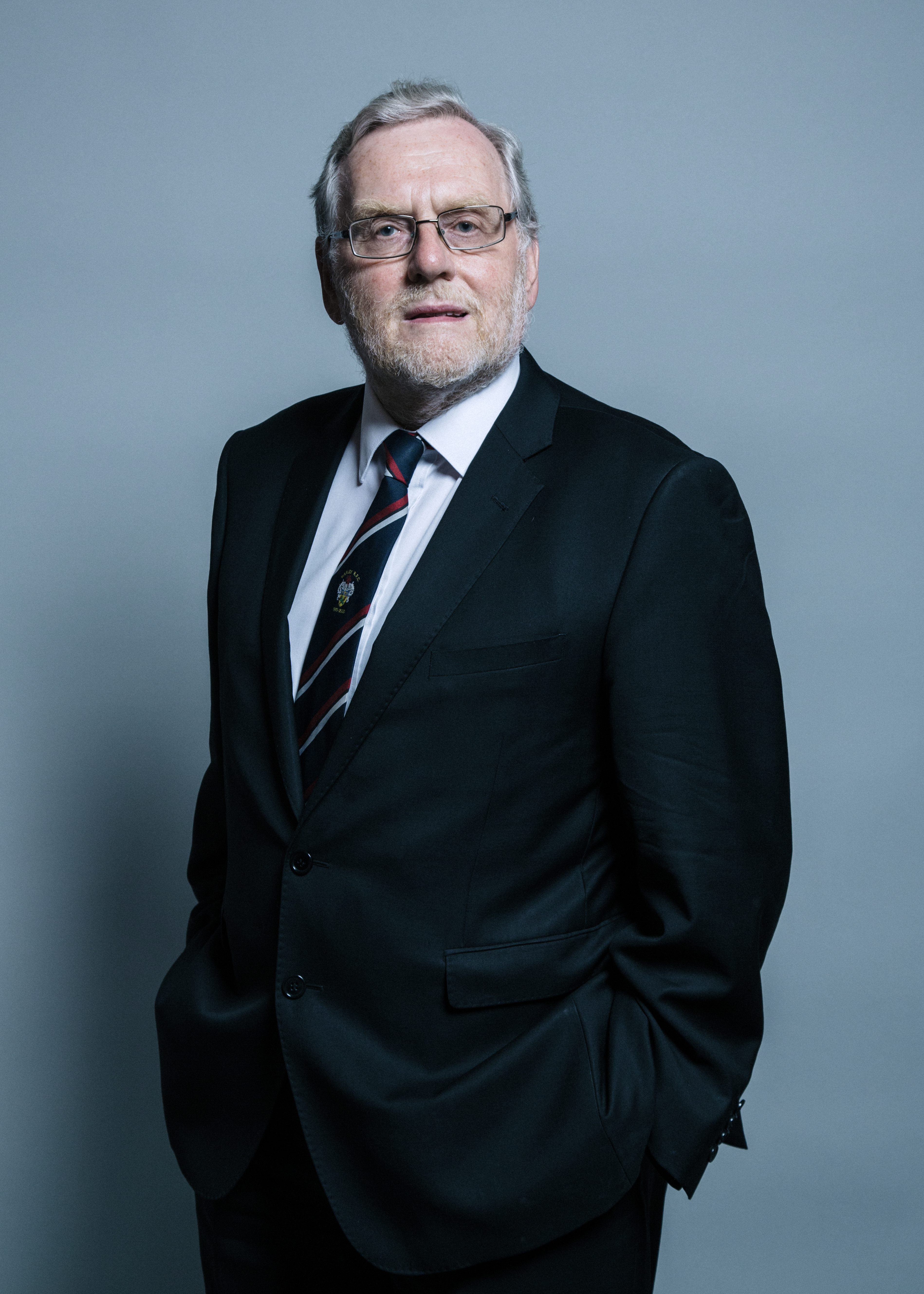
John Spellar (1982-1983)
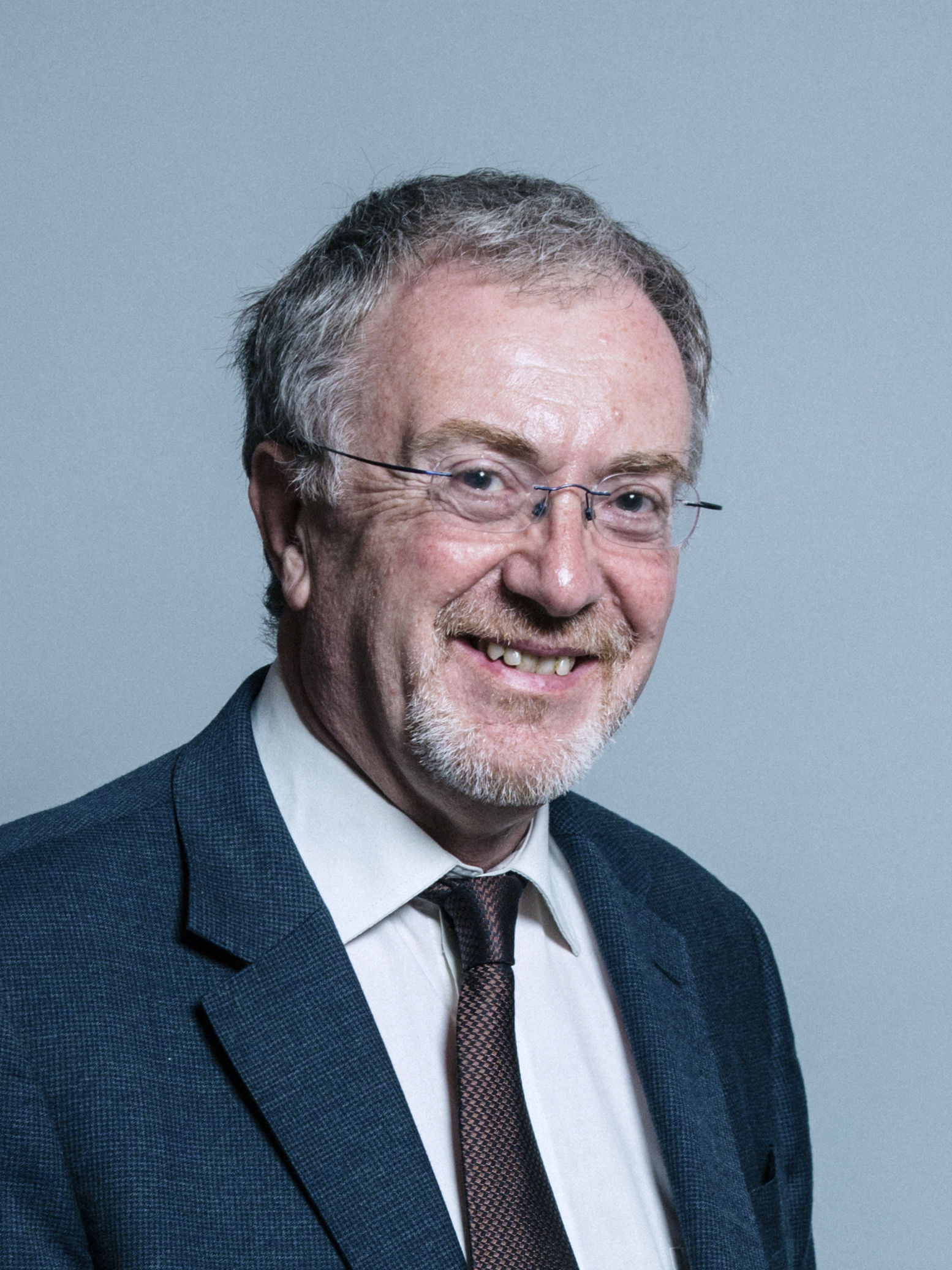
Richard Burden (1992-2019)